# Pongo pygmaeus pygmaeus
El orangután de Borneo noroccidental (Pongo pygmaeus pygmaeus) es una de las tres subespecies que existen del orangután de Borneo. Su población principal se establece principalmente por el centro de la isla de Borneo.
Warren et al. (2001) utilizó el control de la región del ADN mitocondrial en seis poblaciones de orangután de Borneo diferentes e identificado cuatro distintas subpoblaciones con diversidad regional y la agrupación geográfica particular:
(1) Kalimantan Meridional y Kalimantan Central

(2) Kalimantan Occidental y Sarawak

(3) Sabah

(4) Kalimantan Oriental
Pongo pygmaeus morio se encuentra en el grupo (1).